# دو ملوان کارکشته
دو ملوان کارکُشته (انگلیسی: Two Old Tars) یک فیلم کوتاه کمدی به کارگردانی هنری لرمن است که در سال ۱۹۱۳ منتشر شد.

## گزیدهٔ بازیگران
- فیلیس آلن
- راسکو آرباکل
- نیک کاگلی
- چارلز ماری
- فورد استرلینگ